# Museo diocesano tridentino
Il Museo diocesano tridentino è ospitato nelle sale di Palazzo Pretorio, prima residenza vescovile eretta accanto al duomo di Trento, al centro della città. Nelle sue sale espone un ricco patrimonio di arte e cultura che spazia dall'XI al XIX secolo, proveniente dalle chiese del territorio trentino. Il percorso in museo è arricchito da un suggestivo passaggio che permette di osservare dall'alto la vicina cattedrale e dalla possibilità di vistare lo spazio archeologico di Porta Veronensis.

## Storia
Il museo diocesano tridentino venne fondato nel 1903 allo scopo di salvaguardare il patrimonio artistico della diocesi e con l'intento di farne strumento didattico per la scuola d'arte e di archeologia cristiana del Seminario Teologico. La sua prima sede fu collocata presso il seminario minore, edificio requisito con la prima guerra mondiale per essere adibito a ospedale militare. Di conseguenza le raccolte furono smembrate e ricoverate presso la sagrestia della cattedrale e altri depositi periferici. Solo nel 1963, in occasione del IV centenario del Concilio di Trento, il museo poté avere una sede stabile accanto alla Cattedrale di San Vigilio, Palazzo Pretorio, antica residenza dei principi vescovi. Negli anni Novanta si procedette a un radicale intervento di restauro dell'edificio e al riallestimento delle raccolte secondo moderni criteri museografici. Nel 1995 papa Giovanni Paolo II inaugurò ufficialmente il museo così rinnovato.

## Sedi
Il museo è dislocato su tre sedi: quella centrale in Piazza Duomo a Trento nel Palazzo Pretorio, la Basilica paleocristiana di San Vigilio (situata all'interno del Duomo, accanto alla sede centrale), e la sede distaccata di Villa Lagarina.

### Palazzo Pretorio

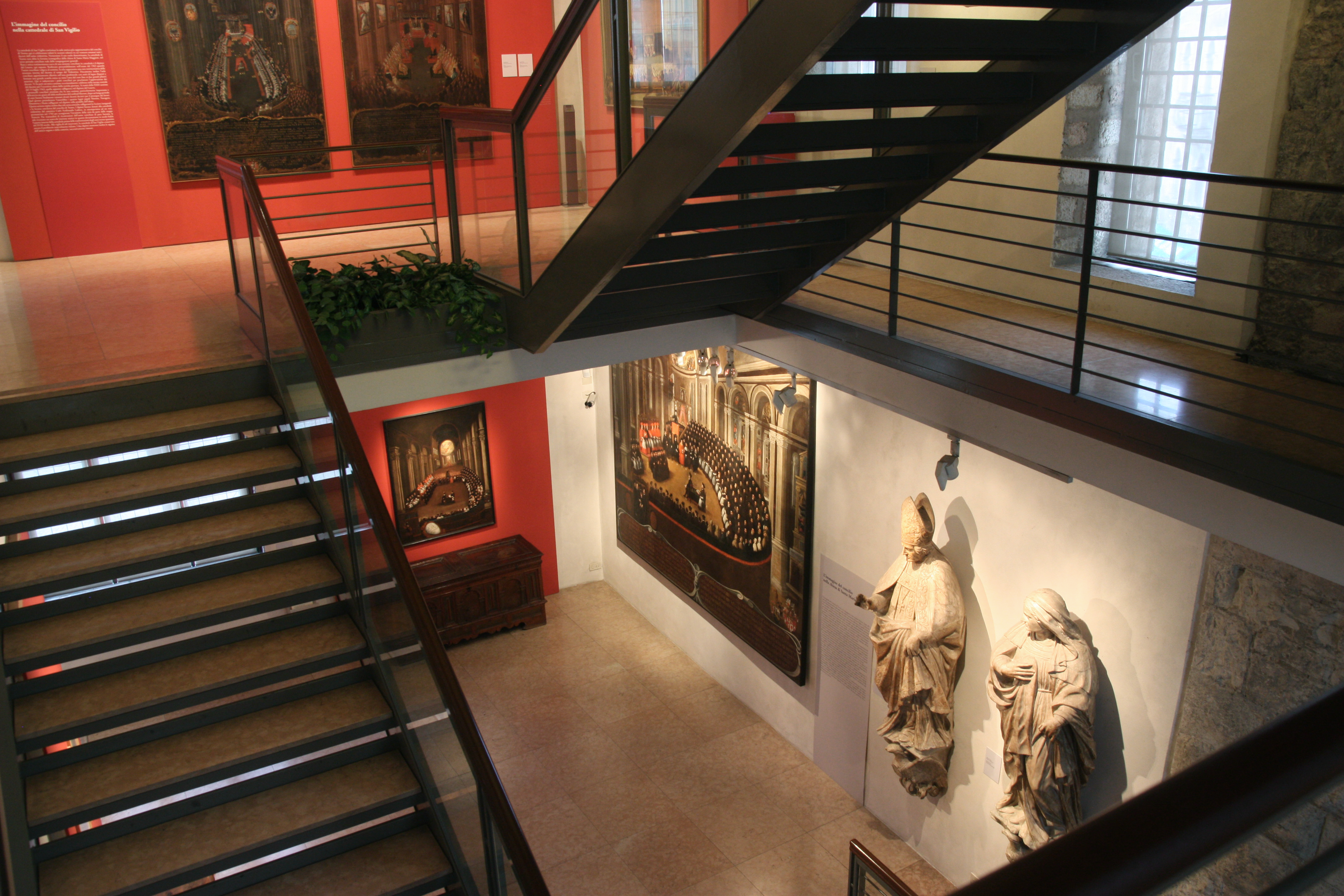
Veduta dell'interno del museo

L'edificio nel quale ha sede il museo diocesano tridentino, comunemente denominato palazzo Pretorio, fu dall'Alto Medio Evo residenza dei Vescovi di Trento. In epoca imprecisata, tra IX e X secolo, la basilica cimiteriale di San Vigilio assunse la funzione di cattedrale cittadina, ruolo assegnato in precedenza all'"ecclesia intra civitatem" di cui parla la Passio Sancti Vigilii, ubicata nell'area della chiesa di Santa Maria Maggiore. Fu allora che la residenza vescovile venne trasferita dalla sua sede più antica all'area compresa tra i resti della Porta Veronensis e la testata della basilica vigiliana: qui fu eretto il "palatium episcopatus", dotato di una propria cappella dedicata a San Biagio e Santa Lucia. L'edificio si componeva presumibilmente di una serie di case murate e cortili. Intorno al 1255 Egnone di Appiano trasferì la residenza vescovile nella fortezza del Buonconsiglio. Iniziò così il progressivo abbandono dell'antico "palatium episcopatus", adibito parzialmente a sede della Corte di Giustizia e del pretore. Nel 1533 Cristoforo Madruzzo cedette la parte verso la Torre di Piazza al Monte di Pietà che, a sua volta, subaffittò il secondo piano ai consoli della città e al Collegio dei dottori. Nel 1676 Sigismondo Alfonso Thun promosse il restauro dell'edificio, unificando la facciata che perse l'originaria configurazione romanica, ripristinata dopo un radicale restauro negli anni Cinquanta del secolo XX. Nel 1963 il palazzo venne adibito a sede stabile del museo diocesano tridentino.

### Basilica paleocristiana

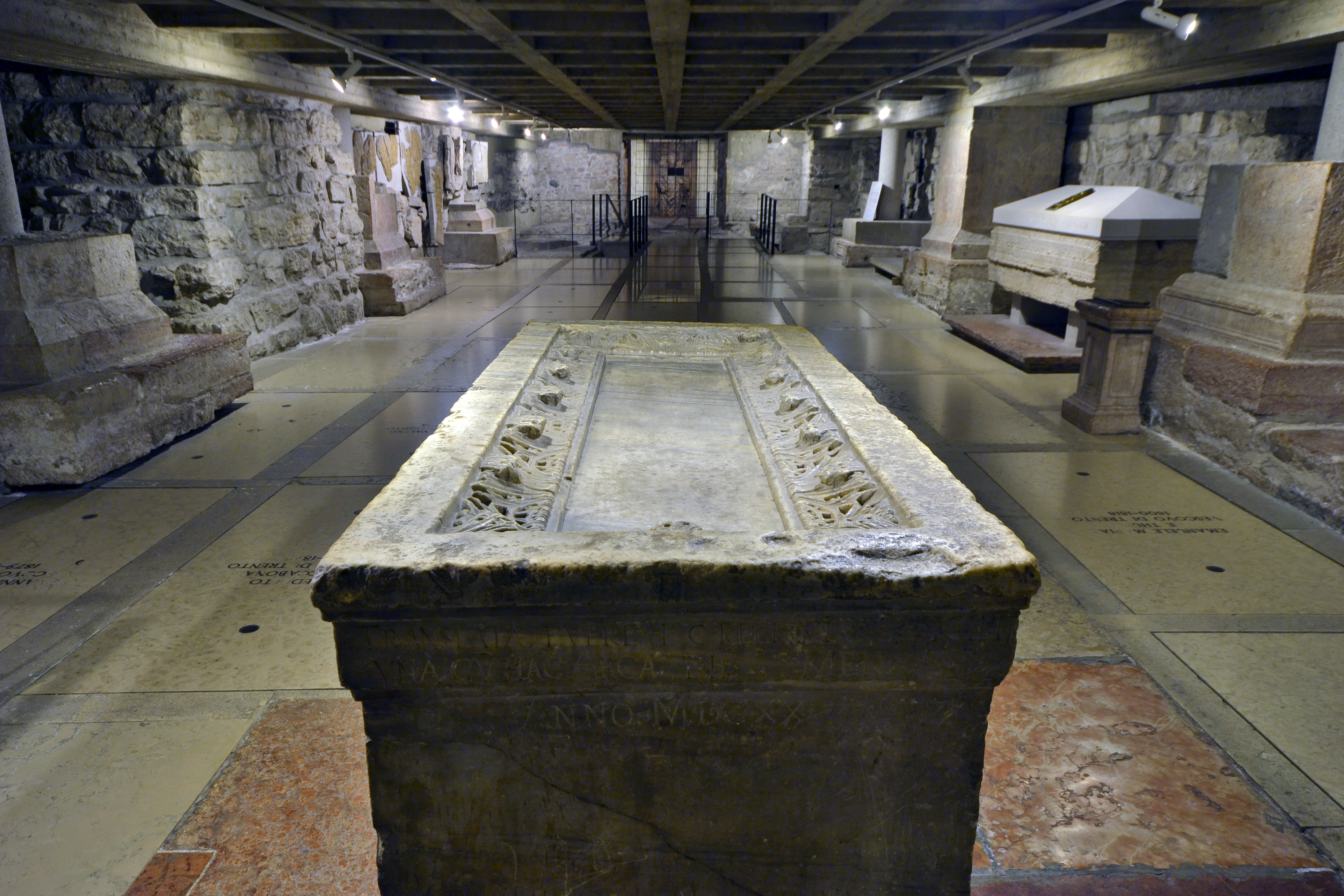
Veduta dell'interno della basilica paleocristiana di San Vigilio. In primo piano, la cosiddetta "arca di San Vigilio"

Tra il 1964 e il 1977 gli scavi condotti nel sottosuolo della cattedrale di San Vigilio hanno messo in luce i resti dell'antica basilica paleocristiana di San Vigilio, eretta al di fuori della cinta urbica romana presumibilmente verso la fine del IV secolo d. C. L'edificio deve la sua prima origine alla sepoltura dei Santi Sisinnio, Martirio e Alessandro, uccisi in val di Non dai pagani il 29 maggio 397. Pochi anni dopo, accanto ai tre martiri, fu sepolto anche Vigilio, terzo vescovo e patrono di Trento. L'antico luogo di culto, che da principio rivestì il ruolo di basilica cimiteriale, ovvero di santuario con funzione essenzialmente commemorativa, divenne chiesa cattedrale tra il IX e il X secolo, quando nelle sue immediate vicinanze fu trasferito il palazzo vescovile. Nel corso dei secoli la chiesa subì alcune significative modifiche strutturali: nel IX secolo furono aggiunti due sacelli laterali absidati; nell'XI secolo l'aula venne divisa in tre navate e si scavò una cripta con conseguente rialzo della zona presbiteriale. Gli ultimi interventi furono conclusi dal vescovo Altemanno, che il 18 novembre 1145 riconsacrò questa chiesa, destinata ad essere sostituita nel XIII secolo dall'attuale cattedrale. Al centro della vasta aula è posta la celebre 'arca di San Vigilio' (XI-XII secolo), una particolare tipologia di monumento funebre che in passato accolse le spoglie del patrono della città.

### Sede di Villa Lagarina

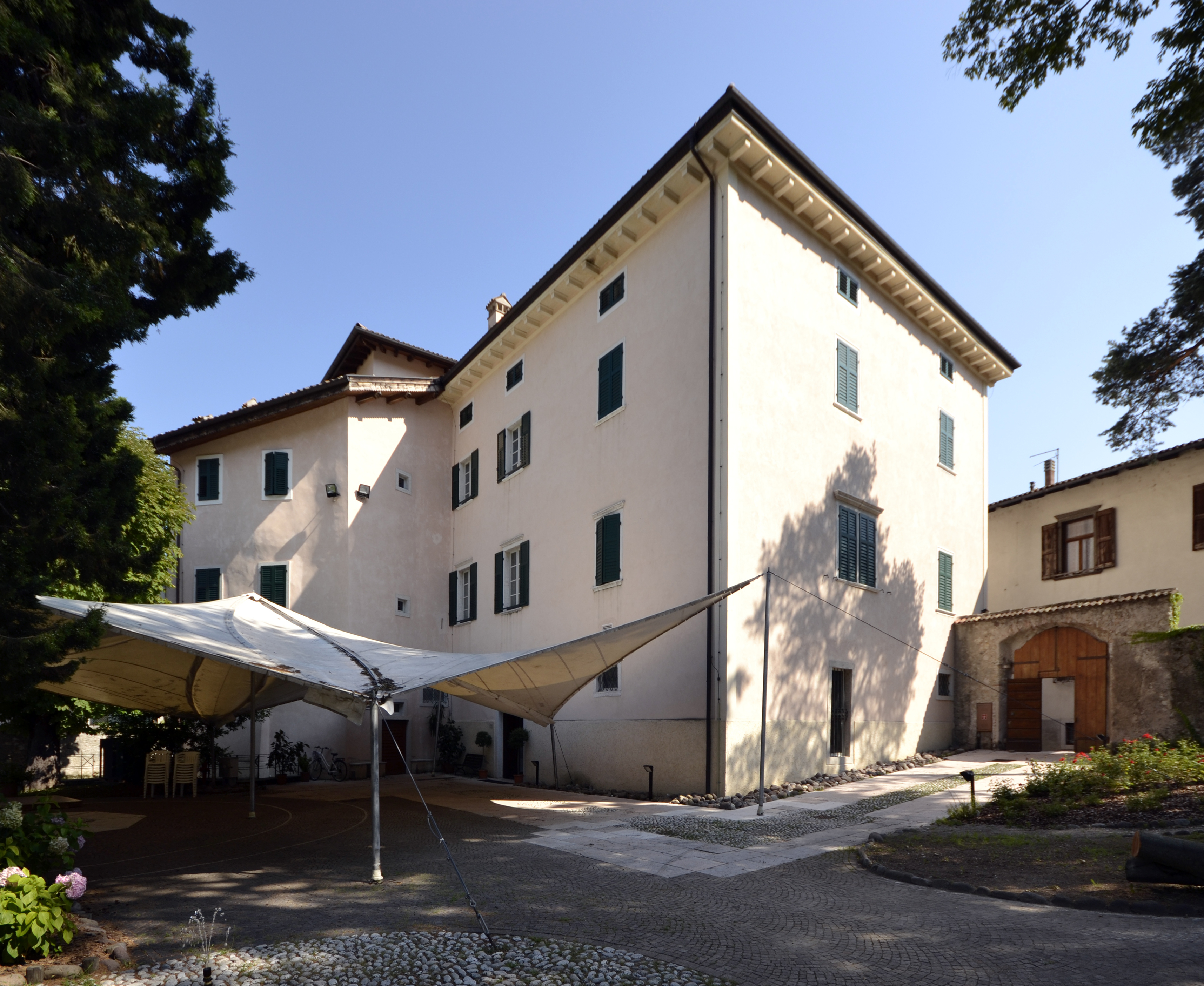
Palazzo Libera

In accordo con il comune e la parrocchia di Villa Lagarina, il museo diocesano tridentino si è fatto carico della valorizzazione ed esposizione del prezioso patrimonio artistico e liturgico, legato alla pieve di Santa Maria Assunta dai prelati della famiglia Lodron, realizzando una propria sede succursale negli ambienti del settecentesco Palazzo Libera messi a disposizione del museo dall'amministrazione comunale. L'iniziativa risponde a precise necessità di carattere conservativo intese a garantire la salvaguardia delle opere d'arte appartenenti alla pieve e ad assicurare la permanenza in loco dei beni legati alla storia di Villa Lagarina; l'esposizione risponde inoltre all'esigenza di rendere fruibile un importante patrimonio artistico, da secoli conservato nella sacrestia della chiesa arcipretale di Santa Maria Assunta, che diversamente sarebbe rimasto sconosciuto al pubblico. Il percorso di visita riguarda un nucleo di opere d'arte e suppellettili ecclesiastiche di notevole interesse, riferibili alla raffinata committenza dei Lodron: alla nobile famiglia spettava infatti il diritto di patronato sulla chiesa di Villa Lagarina, dal 1561 al 1804 retta appunto da membri di questa casata o da personaggi da essi stessi designati. I qualificati interventi architettonici intrapresi nel pregevole edificio di culto, la ricca dotazione di preziosi arredi sacri, frutto di un mecenatismo accorto e raffinato, valsero a fare della chiesa dell'Assunta il "simbolo" della potenza politica e religiosa dei conti Lodron.

## Percorso espositivo
Il percorso museale nella sede centrale di Palazzo Pretorio è tipologico; in alcune sale vengono invece svolte singole tematiche, come quella dell'iconografia della città o del Concilio di Trento.

### Pittura

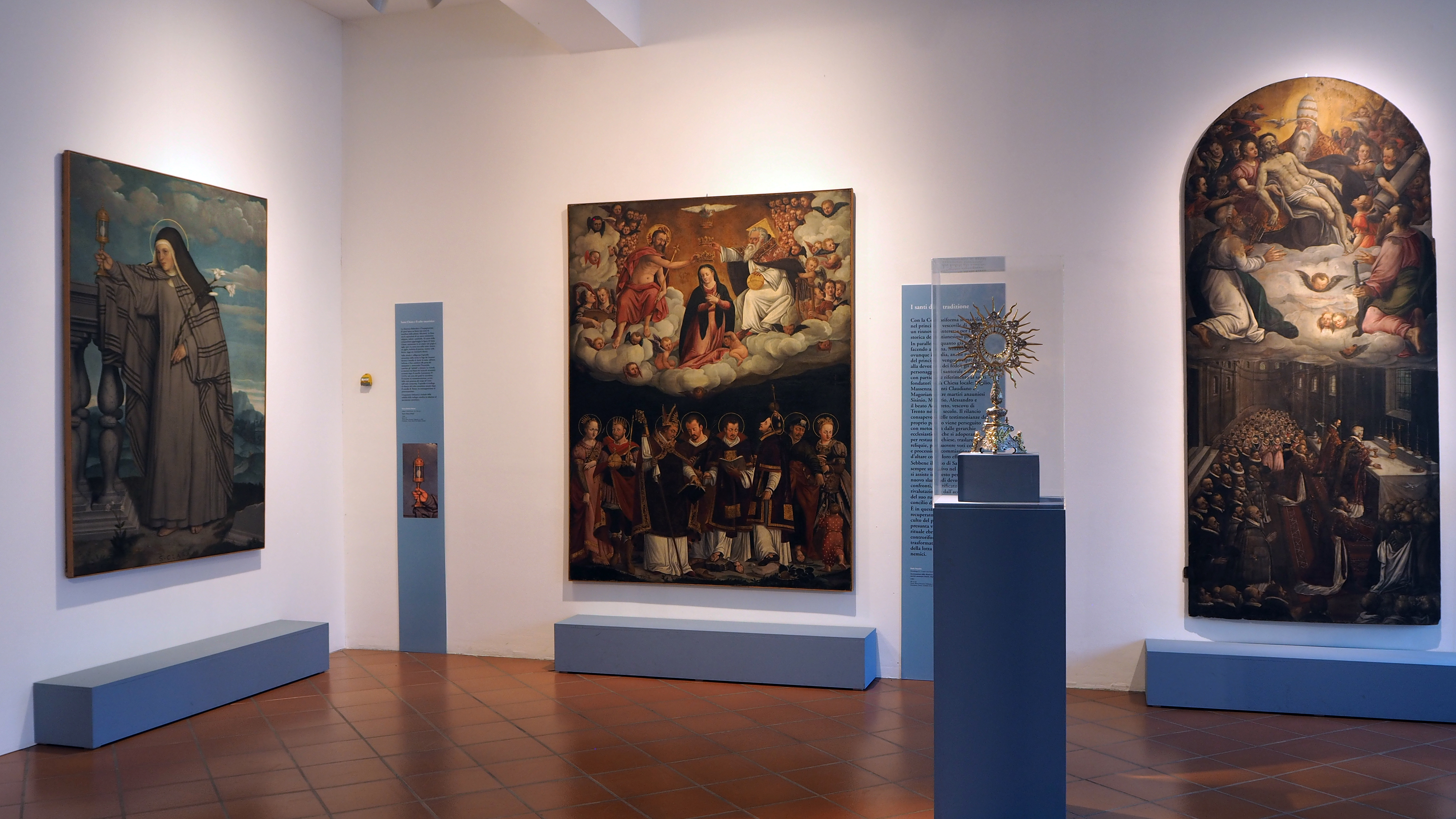
Una delle sale del museo, dedicata alla pittura del XVI secolo

Le opere esposte in questa sezione offrono un'esauriente panoramica della produzione pittorica locale dal Medioevo al Neoclassicismo. Il percorso dà conto della presenza in regione di pittori provenienti dai centri culturali veneti, padani e oltremontani, nei cui confronti la pittura trentina è fortemente debitrice. 
Il museo detiene il prezioso dipinto di Giambattista Pittoni raffigurante San Domenico (1730), che fu commissionato dal Principe vescovo Domenico Antonio Thun (1730-1758) all'inizio del suo episcopato.
L'esposizione è introdotta da alcuni dipinti che illustrano l'iconografia dei patroni della diocesi di Trento: San Vigilio, Santa Massenzia e i martiri Sisinnio, Martirio e Alessandro. Nelle altre sale, le opere sono disposte secondo un criterio cronologico che evidenzia l'evolversi dello stile degli artisti e del gusto dei committenti: dalle tavole del tempo del principe vescovo Giovanni Hinderbach, dovute ad artefici transalpini, si passa alle pale d'altare del periodo rinascimentale e barocco, con importanti testimonianze di artisti padani, veneziani e tirolesi, quali Francesco Verla, Giovanni Battista Moroni, Martin Teofilo Polacco, Johann Carl Loth, Giuseppe Alberti, Andrea Pozzo, Paul Troger e Francesco Fontebasso.

### Scultura lignea

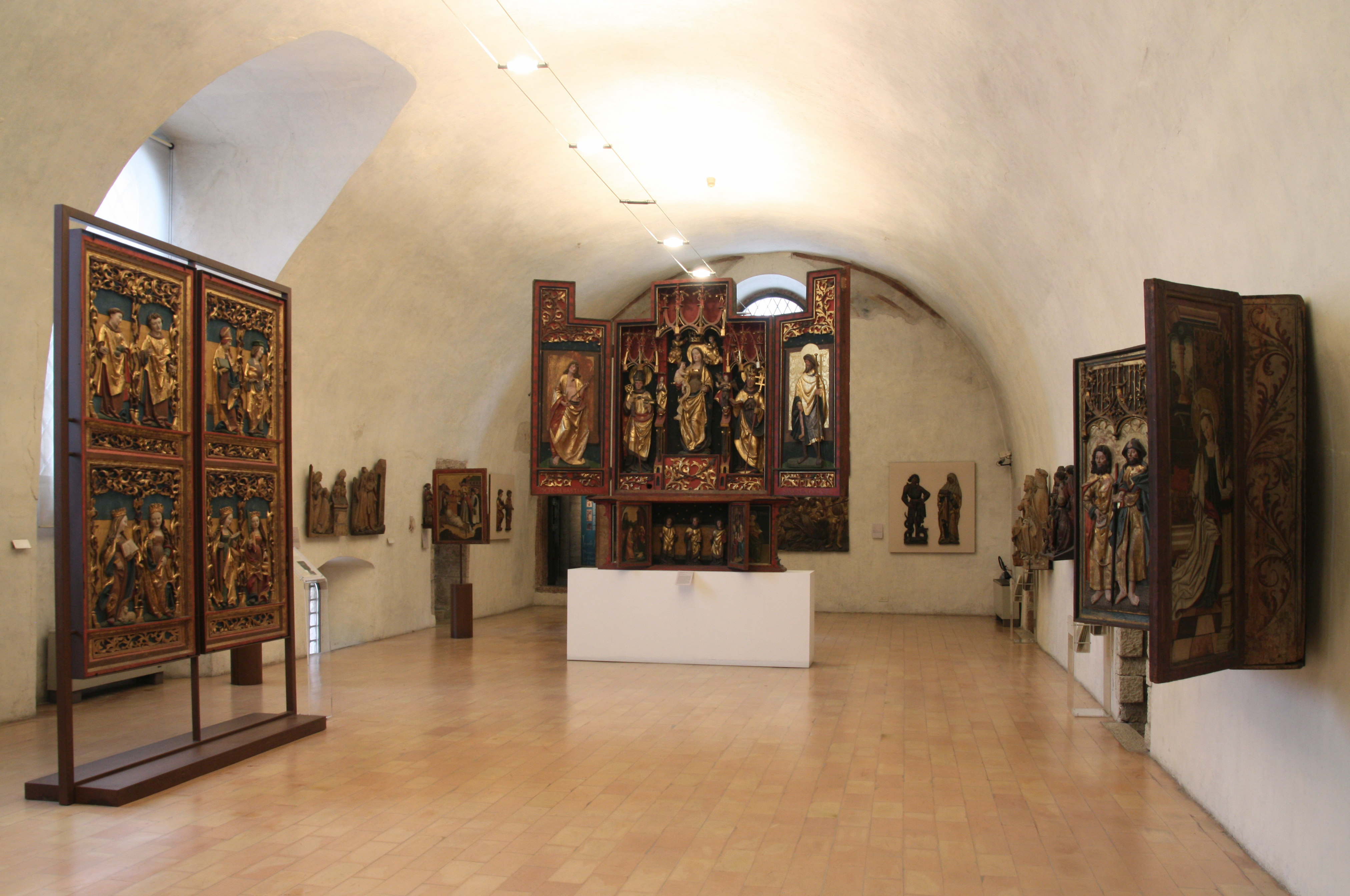
La cappella palatina all'interno di palazzo pretorio, un tempo cappella privata del vescovo, contiene ora una selezione di opere lignee tardo gotiche provenienti dal territorio trentino

La sezione presenta pregevoli opere e frammenti di altari risalenti al periodo compreso tra il XV e il XVI secolo: in questo arco cronologico rientra il nucleo quantitativamente e qualitativamente più significativo delle raccolte museali caratterizzato da un pressoché stabile “paesaggio culturale”. La produzione lignea di quest'epoca si sviluppa secondo due orientamenti diversificati, ciascuno dalle caratteristiche abbastanza uniformi, l'uno legato alla cultura padana, l'altro a quella tedesca e tirolese. Queste differenti modalità espressive sono esemplificate dal confronto tra il polittico proveniente dalla pieve di Avio e i numerosi altari a portelle provenienti dalle chiese della diocesi realizzati da rinomati intagliatori attivi in Alto Adige quali Narciso da Bolzano e Jörg Arzt. La sezione si chiude focalizzando l'attenzione sul dialogo che alla metà del Cinquecento si instaura tra gli intagliatori lombardi, quali i fratelli Olivieri, e tirolesi nel momento in cui i rispettivi linguaggi iniziano a contaminarsi.

### Arazzi e tessuti

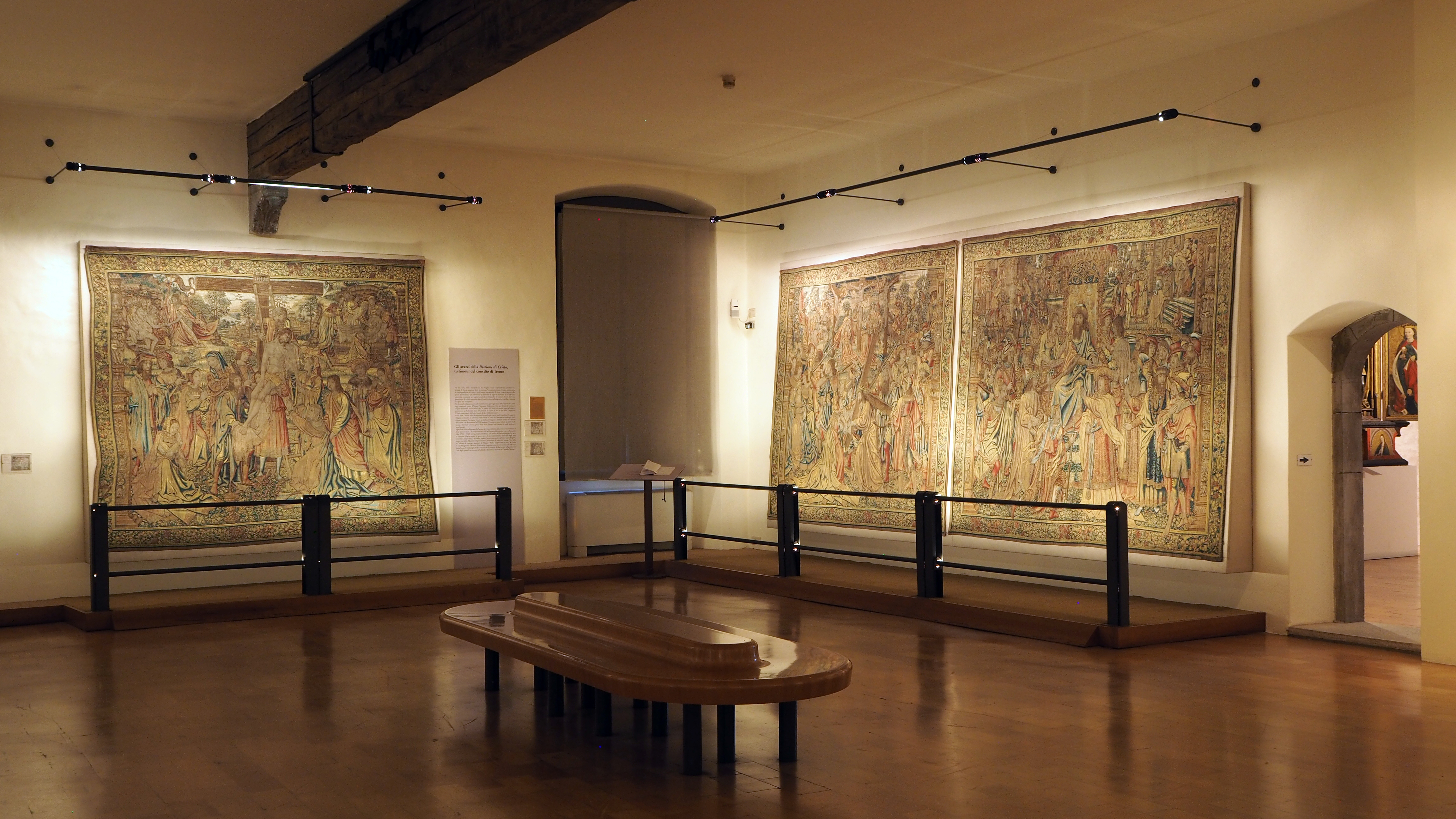
La sala degli arazzi

La raccolta di paramenti liturgici del museo diocesano tridentino si articola in due nuclei provenienti l'uno dalla cattedrale di San Vigilio, l'altro dalle chiese della diocesi, databili tra XV e XIX secolo. L'entità della collezione è tale per numero, varietà e qualità dei manufatti da consentire non soltanto di delineare, sia pur per episodi salienti, il percorso evolutivo dell'arte tessile, ma anche di istituire un raffronto diretto tra le stoffe di notevole pregio della Cattedrale trentina e quelle delle chiese del territorio. Appartengono alla raccolta anche gli arazzi con Storie della Passione di Cristo che furono acquistati ad Anversa nel 1531 dal principe vescovo Bernardo Clesio (1514-1539). Utilizzati inizialmente per decorare la camera del Torrione di Sopra, nella residenza del Castello del Buonconsiglio, in occasione del Concilio di Trento costituirono il prezioso arredo dell'aula conciliare ricavata nel coro della Cattedrale di San Vigilio. Il ciclo, definito dalla critica “straordinario e forse unico in Italia”, fu realizzato a Bruxelles, presso l'atelier di Pieter van Aelst, il più importante imprenditore e produttore di arazzi del tempo.

### Il tesoro della Cattedrale

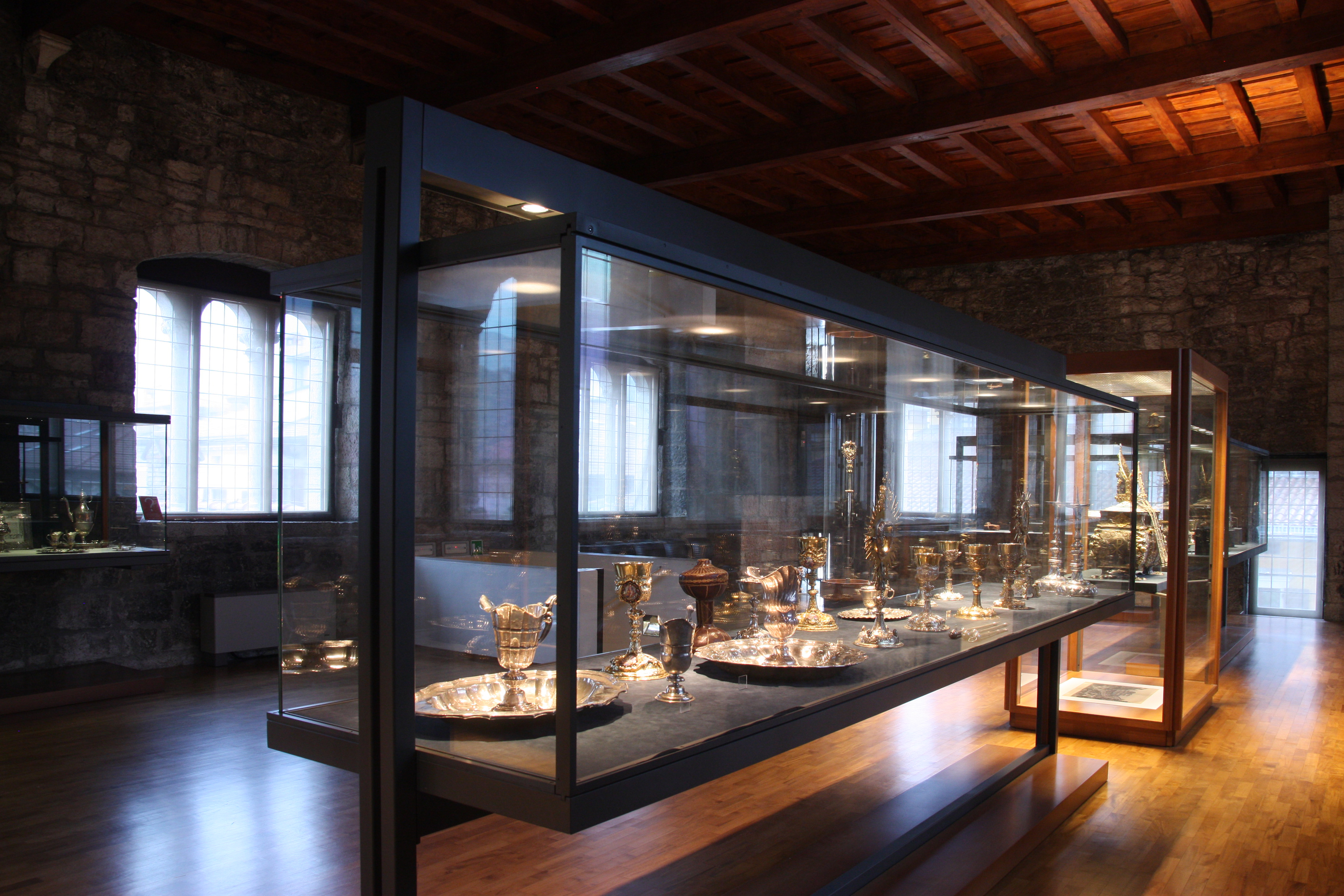
La sala del tesoro

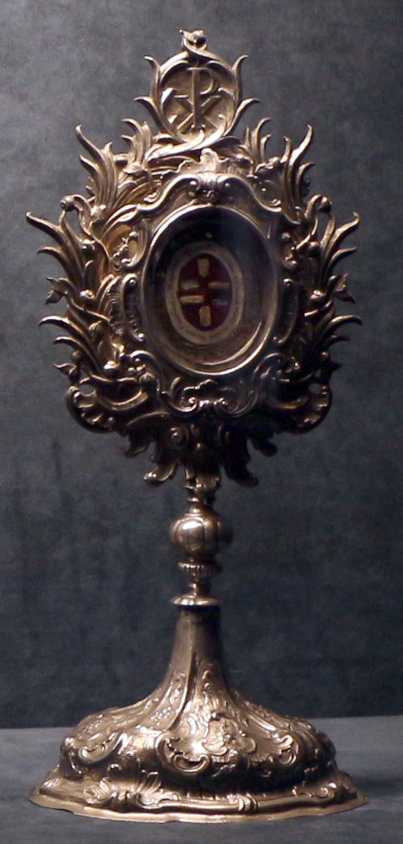
Giuseppe Ignazio Pruchmayer, Reliquiario della santa croce, 1760-70 ca

Già a partire dal XII secolo la storia della cattedrale di Trento è rispecchiata dal suo tesoro che è giunto fino a noi particolarmente ricco non solo per l'alta qualità e pregnanza di molti oggetti, ma anche per la loro variata quantità. L'esposizione segue un percorso cronologico, dal Medioevo all'Ottocento, che presenta come suo momento centrale l'urna processionale di San Vigilio ed esemplifica con pezzi diversi per forma, funzione e stile i molteplici orientamenti dell'arte orafa e i rapporti privilegiati che gli ecclesiastici trentini intrattennero con argentieri attivi Oltralpe, in centri molto rinomati quali Norimberga e Augusta. Una custodia a parte è stata riservata ai reliquiari. Chiude la sezione una teca-mensa d'altare dove sono disposti i diversi vasi sacri necessari alla celebrazione della Messa. A fianco di questa sezione è esposta una delle più cospicue donazioni pervenuteci: quella di Giorgio di Liechtenstein (1390-1419), nobile boemo che, dopo essere stato preposito del Duomo a Vienna, divenne vescovo di Trento nel 1390. La straordinaria croce di Flavon e i raffinatissimi ricami per casula e tonacelle con Storie di San Vigilio sono documenti esemplari e di qualità davvero molto alta di quel Gotico internazionale che dalla metà del Trecento si diffuse in tutta Europa.

### I codici miniati

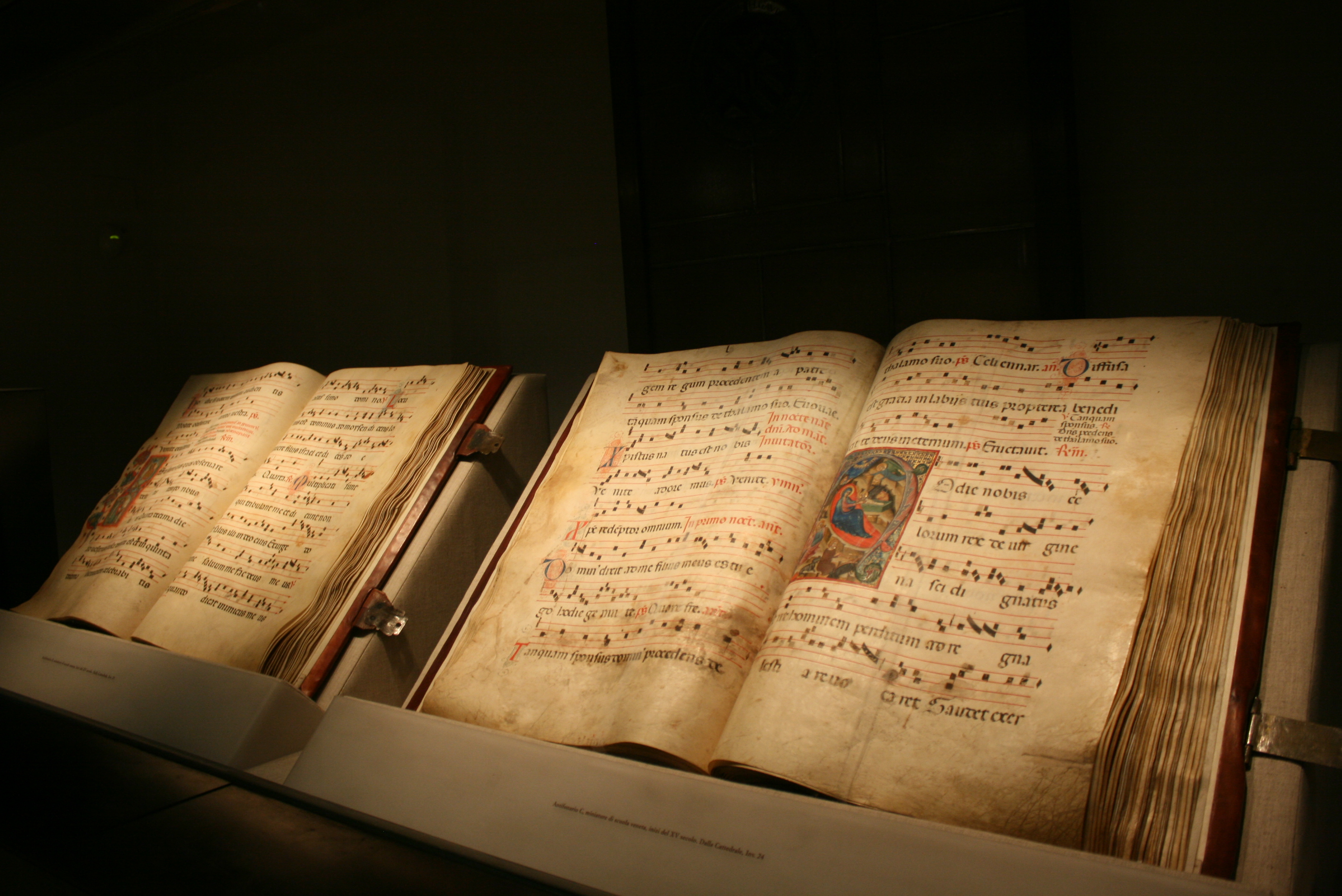
Gli Antifonari

Negli spazi dell'antica torre del palatium episcopatus, è esposto un piccolo ma prezioso nucleo di codici miniati, proveniente in gran parte dalla raccolta libraria che fin dal Medioevo si andò costituendo presso la cattedrale di San Vigilio, comprendente i libri necessari alle funzioni liturgiche e i testi in uso nell'annessa biblioteca del Capitolo. Si segnala in particolare il Sacramentario gregoriano ‘ottoniano’ con Antifonario decorato da miniature realizzate da un artista della Germania meridionale, risalente alla seconda metà dell'XI secolo; la Bibbia, parte seconda (Salmi-Epistole) attribuita al Maestro della Bibbia d’Avila, della seconda metà del XII secolo; gli Antifonari, parte di una serie omogenea di corali del primo Quattrocento, in uso nella Cattedrale trentina fin dopo la metà dell'Ottocento.

### Testimonianze iconografiche del Concilio di Trento
La sezione riguarda alcune significative testimonianze iconografiche relative al Concilio di Trento. Aperto ufficialmente nel 1545, giunse a conclusione dopo varie interruzioni nel 1563. Fu indetto da parte cattolica in un momento estremamente delicato per l'Europa, scossa dalle istanze riformatrici di Lutero, al fine di tentare una riconciliazione religiosa. La città venne scelta quale sede dell'assise in virtù della sua posizione geografica: si presentava infatti come una città fortificata situata sulla grande via di traffico che collegava il nord con Roma ed era sede di un principato vescovile fedele sia al papa che all'imperatore. Nel primo giro scala si trova il grande dipinto che raffigura una “congregazione generale” del Concilio, cioè una riunione quotidiana di lavoro, informativa e deliberativa, all'interno della chiesa di Santa Maria Maggiore. Nel secondo giroscala vengono invece riuniti dipinti che illustrano le sessioni solenni che si tenevano nella Cattedrale di San Vigilio.

## Opere principali
- Elia Naurizio, Congregazione generale del Concilio di Trento, 1633, Olio su tela, cm 353 x 293

Il dipinto raffigura una congregazione generale del Concilio di Trento, cioè una riunione quotidiana di lavoro, informativa e deliberativa. Dal 1562, cioè nel terzo periodo conciliare, la presenza dei vescovi aumentò notevolmente fino a raggiungere le duecento unità. Per questo motivo si rese necessario trovare un luogo adatto a contenere tutti i partecipanti, individuato nella chiesa di Santa Maria Maggiore, qui raffigurata.
- Gli arazzi della Passione

Gli arazzi esposti furono acquistati ad Anversa nel 1531 dal principe vescovo Bernardo Clesio (1514-1539) che li utilizzò per decorare la camera del Torrione di sopra, nella residenza del Castello del Buonconsiglio. In occasione del Concilio di Trento costituirono il prezioso arredo dell'aula conciliare ricavata nel coro della cattedrale di San Vigilio. Gli arazzi fanno parte di un ciclo con le storie della Passione di Cristo, definito "straordinario e forse unico in Italia". Fu realizzato a Bruxelles, presso l'atelier di Pieter van Aelst, il più importante imprenditore e produttore di arazzi del tempo. Egli ricoprì le prestigiose cariche di "valletto di camera e arazziere" di Filippo il Bello e di "tappezziere di corte" di Carlo di Lussemburgo e di Margherita d'Austria, incarichi che lo resero assai famoso, tanto che papa Leone X Medici, nel 1515, volle affidargli l'esecuzione di una serie di dieci arazzi raffiguranti gli Atti degli Apostoli su cartone di Raffaello destinati a decorare dal 1519 la Cappella Sistina. A differenza di quelli, ormai pienamente rinascimentali, gli arazzi di Trento appartengono ad uno stile definito dagli studiosi come Pré-Renaissence, perché caratterizzato dalla combinazione tra tradizione gotica fiamminga e nuove tendenze del Rinascimento italiano.
- Giuseppe Alberti, San Vigilio in estasi, 1674, Olio su tela; cm 192,5 x 131

La pala fu dipinta per la cappella privata del principe vescovo Francesco Alberti Poja al castello del Buonconsiglio. Fu trasferita nella cattedrale di San Vigilio nel corso del XIX secolo. Il dipinto appartiene alla migliore fase creativa di Giuseppe Alberti, uno dei pittori più importanti del barocco trentino, iniziatore della scuola pittorica della val di Fiemme. Nell'opera è raffigurato il santo patrono della diocesi di Trento in atteggiamento estatico, vestito in abiti pontificali e avvolto in un sontuoso piviale. Lo attorniano diversi angioletti, alcuni con gli attributi del santo, altri reggenti un quadro in cui è rappresentato il presunto martirio del presule, che sarebbe avvenuto intorno all'anno 400 in val Rendena dove il vescovo si era recato per evangelizzare la popolazione. Secondo la leggenda, i villici avrebbero colpito violentemente San Vigilio con zoccoli chiodati, causandone la morte.
- Giovan Battista Moroni, Santa Chiara, 1548, Olio s tela; cm 183 x 125

Tra le opere più importanti del museo spicca il dipinto con Santa Chiara, realizzato da Giovan Battista Moroni, il più importante pittore bergamasco del XVI secolo. Egli esordì come pittore indipendente a Trento dopo un periodo di discepolato svolto a Brescia nella bottega del Moretto. Le date coincidono con la fase d'apertura del concilio, un momento in cui la piccola capitale del principato vescovile acquistò notorietà internazionale, offrendosi quale luogo d'occasioni propizie per un artista esordiente. La pala, dipinta per la chiesa di Santa Chiara annessa al convento delle clarisse, presenta la figura monumentale di Chiara, appoggiata a un'alta balaustra. La santa regge un prezioso ostensorio che allude all'episodio prodigioso della fuga dei Saraceni che avevano assediato Assisi, fino a minacciare il rifugio delle suore. Pur inferma, la Santa si fece condurre alla porta del monastero con il Santissimo Sacramento, e gli assalitori furono costretti a ritirarsi. L'episodio è raffigurato sullo sfondo, davanti a una città, in cui è forse riconoscibile una veduta di Trento. L'accento posto sull'eucaristia può essere messo in rapporto con il dibattito sulle tesi sostenute dai protestanti che caratterizzò i lavori del concilio. Anche la balaustra potrebbe simboleggiare la solidità della base dottrinale della teologia cattolica in relazione al sacramento eucaristico. La somma chiarezza didascalica e l'impaginazione arcaizzante e austera fanno di quest'opera una sorta di manifesto della pittura ‘riformata’, in linea con le aspirazioni di quel sentimento religioso, sobrio e profondo, che caratterizzò la controriforma.

## Mostre temporanee
- Re-velation (22 dicembre 2017 - 30 aprile 2018), a cura di D. Primerano e C. Belgrado
- Viaggi e incontri di un artista dimenticato. Il Rinascimento di Francesco Verla (8 luglio - 6 novembre 2017)
- Dipingere il buio. In realtà siamo liberi (27 maggio - 19 giugno 2017)
- Fratelli e sorelle. Racconti dal carcere (26 novembre 2016 - 2 maggio 2017), a cura di D. Primerano e R. Turrina
- Ascolto la vita, scolpisco ciò che sento. La Via Crucis di Othmar Winkler per la chiesa di Maria Bambina a Trento (17 settembre - 14 novembre 2016)
- Officina segreta. Xilografie di Lea Botteri nelle collezioni del Museo Diocesano Tridentino (11 giugno - 29 agosto 2016), a cura di R. Pancheri
- Maternage - Tracce di un viaggio (20 marzo - 23 maggio 2016), installazione di Laura Morelli
- Mio dolce paese, dove sei? - Mon doux pays, où êtes-vous? (9 settembre 2015 - 29 febbraio 2016), a cura di D. Primerano e R. Turrina
- Affidarsi al cielo. Arte e devozione a Montagnaga di Piné (25 aprile - 7 settembre 2015), a cura di D. Primerano, D. Cattoi, L. Liandru
- Alla stessa mensa, tra rito e quotidianità. Percorsi di riflessione attraverso l'arte (6 febbraio - 6 aprile 2015)
- Infinito Presente. Elogio della relazione (23 giugno - 10 novembre 2014), a cura di A. Dall'Asta, D. Primerano, R. Turrina
- Arte e persuasione. La strategia delle immagini dopo il concilio di Trento (7 marzo - 29 settembre 2014), a cura di D. Cattoi e D. Primerano
- La città e l'archeologia del sacro. Il recupero dell'area di Santa Maria Maggiore (29 novembre 2013 - 25 maggio 2014), a cura di M.T. Guaitoli e E. Lopreite
- La città sottile. Architetture utopiche ideate dai bambini (20 settembre - 18 novembre 2013), a cura di A. Panzuto
- Un vescovo, la sua cattedrale, il suo tesoro. La committenza artistica di Federico Vanga (1207-1218) (14 dicembre 2012 - 7 aprile 2013), a cura di M. Collareta e D. Primerano
- L'immagine dell'altro tra stereotipi e pregiudizi. Spunti di riflessione (22 giugno - 26 novembre 2012), a cura di D. Cattoi, L. Liandru, D. Primerano
- La Torre di piazza. Funzioni, simboli, immagini (24 febbraio - 27 maggio 2012), a cura di F. Cagol, G. Gentilini, D. Primerano, con la collaborazione di L. Liandru e D. Tessarin
- Presepinmuseo (3 dicembre 2011 - 9 gennaio 2012), a cura di D. Primerano
- Una storia a ricamo. La ricomposizione di un raro ciclo boemo di fine Trecento (25 giugno - 28 novembre 2011), a cura di D. Primerano
- La Deposizione di Cristo nelle incisioni della Collezione Vescovile ( 8 - 25 aprile 2011), a cura di D. Primerano
- Guidati da una stella. Il lungo viaggio dei Magi (4 dicembre 2010 - 10 gennaio 2011), a cura di D. Primerano
- “La mia arte io la chiamo mestiere”. Remo Wolf uomo e artista del '900 (3 luglio - 8 novembre 2010), a cura di D. Primerano e R. Turrina
- Andrea Pozzo (1642-1709). Pittore e prospettico in Italia settentrionale (19 dicembre 2009 - 5 aprile 2010), a cura di E. Bianchi, D. Cattoi, G. Dardanello, F. Frangi, coordinamento Domenica Primerano
- Dieci artisti, (16 agosto - 30 settembre 2009), a cura di D. Primerano
- L'uomo del Concilio. Il Cardinale Giovanni Morone tra Roma e Trento nell'età di Michelangelo (4 aprile - 26 luglio 2009), a cura di R. Pancheri e D. Primerano Consulenza storica di Massimo Firpo e Iginio Rogger
- Il Duomo di Trento tra tutela e restauro 1858-2008 (20 dicembre 2008 - 15 marzo 2009), a cura di D. Primerano e S. Scarrocchia
- Rinascimento e passione per l'antico. Andrea Riccio e il suo tempo (5 luglio - 2 novembre 2008), a cura di A. Bacchi, F. De Grammatica e L. Giacomelli
- Gli arredi liturgici di Santa Maria Maggiore (marzo - giugno 2008), a cura di D. Primerano e D. Cattoi
- Il Natale degli umili della pittura di Leandro Bassano (1 dicembre 2007 - 13 gennaio 2008), a cura di R. Pancheri
- Immagini della Natività dalla collezione vescovile di stampe (1 dicembre 2007 - 13 gennaio 2008), a cura di Domenica Primerano
- Tullio Garbari. Lo sguardo severo della bontà (29 giugno - 4 novembre 2007), a cura di D. Primerano e R. Turrina
- Ex Voto. Un poeta e cinquantasette artisti per una grazia ricevuta (7 dicembre 2006 - 30 gennaio 2007), a cura di A. Weber
- Sacre trasparenze. Antiche icone romene su vetro dalla Transilvania (25 novembre 2006 - 28 gennaio 2007), a cura di D. Primerano e A. Chiria
- Fra Cielo e Terra. L'arte sacra lignea di Othmar Winkler 1928-1957 (9 giugno - 10 settembre 2006), a cura di M. Anderle, A. Marchesi e R. Turrina
- Argenti del Nord. Oreficerie di Augsburg in Trentino (26 giugno - 6 novembre 2005), a cura di D. Floris e D. Primerano
- Presepi dal mondo (27 novembre 2004 - 9 gennaio 2005), a cura di D. Primerano, C. Leveghi e B. De Biasi
- Incisioni di Natale (27 novembre 2004 - 9 gennaio 2005), a cura di D. Primerano
- Prospettive del Settecento. Disegni di antichi maestri dal XVI al XIX secolo nelle raccolte del Museo Diocesano Tridentino (14 ottobre - 21 novembre 2004), a cura di D. Cattoi
- Paris Lodron (1619-1653), arcivescovo di Salisburgo. Un principe illustre nella prima età barocca (6 dicembre 2003 - 26 febbraio 2004), a cura di D. Cattoi e D. Primerano
- Presepi di carta. Sacre figurine a ritaglio dal Settecento alla prima metà del Novecento (22 novembre 2003 - 25 gennaio 2004), a cura di D. Primerano
- Guido Polo: l'emozione dei luoghi. Disegni 1934-1947 (12 luglio - 14 settembre 2003), a cura di D. Primerano e R. Turrina
- Il Museo dei Ricordi (7 giugno - 21 giugno 2003) a cura della classe II C della scuola media G. Bresadola di Trento
- Pietro Estense Selvatico, un architetto padovano in Trentino tra romanticismo e storicismo (4 aprile 2003 - 2 giugno 2003), a cura di D. Primerano e D. Cattoi
- Presepi di carta. Sacre figurine a ritaglio, dal Settecento agli inizi del XX secolo (23 novembre 2002 - 26 gennaio 2003), a cura di D. Primerano
- Il Gotico nelle Alpi (1350-1450) (20 luglio - 20 ottobre 2002), a cura di E. Castelnuovo
- Guidati da una stella. Adorazioni incise dalla collezione vescovile di stampe (24 novembre 2001 - 5 gennaio 2002), a cura di D. Primerano
- L'immagine di San Vigilio, tra storia e leggenda (23 giugno - 23 settembre 2000), a cura di D. Primerano, L. dal Prà e P. Marsilli
- Impressioni ritrovate. Antiche stampe su rame e legno dalla collezione vescovile (3 luglio - 7 novembre 1998,a cura di G. Marini e D. Primerano
- Una memoria per l'avvenire. Dipinti murali delle regioni alpine (30 giugno - 21 luglio 1997), a cura di D. Rigaux
- Leonardo Campochiesa, 1823-1906. Dipinti e disegni del lascito al Museo Diocesano Tridentino (3 marzo - 3 maggio 1997), a cura di E. Mich e M. Ballin
- Un santo al giorno. Immagini devozionali della stamperia Remondini (20 dicembre 1996 - 20 gennaio 1997), a cura di D. Primerano